# André Berger
Pour les articles homonymes, voir Berger (homonymie).
 (novembre 2024).
 (novembre 2024).
André Berger, né le 30 juillet 1942 à Acoz, est un professeur et climatologue belge. Il a contribué de manière significative au renouveau et au développement de la théorie astronomique des paléoclimats et est reconnu comme un pionnier de l'étude multidisciplinaire de la dynamique et de l'histoire du climat.

## Biographie
Mathématicien de formation, André Berger est docteur en sciences de l'Université catholique de Louvain (1973) et master of sciences in meteorology du Massachusetts Institute of Technology (1971). Il est docteur honoris causa de l'Université d'Aix-Marseille III (1989), de l'Université Paul Sabatier de Toulouse (1999) et de la Faculté polytechnique de Mons (2004). Il est actuellement professeur émérite et senior researcher à l'UCL.
André Berger est une figure bien connue de la paléoclimatologie et un des pionniers ayant participé de manière déterminante au renouveau de la théorie astronomique des paléoclimats dans les années 1970, à sa promotion et à son développement spectaculaire dans les décennies suivantes. Il a modernisé cette théorie et a amélioré de manière significative la précision des variations à long terme des paramètres astronomiques de l'insolation pour les derniers et prochains millions d'années. Ses contributions ont joué un rôle clef dans la calibration de l'échelle de temps des données paléoclimatiques, leur interprétation et la modélisation des cycles glaciaires-interglaciaires. Il a consacré l'essentiel de ses recherches à la simulation des climats anciens et futurs en travaillant en étroite collaboration avec les physiciens et les géologues à travers le monde. Il est à l'origine d'un des tout premiers modèles de complexité intermédiaire du système Terre (modèle climatique).
Il fut professeur de météorologie et de climatologie à l'université catholique de Louvain, maître de conférences à l'université de Liège où il fut titulaire de la Chaire Francqui en 1989, Visiting Professor à l'université libre de Bruxelles et invité dans plusieurs autres universités en Europe, aux États-Unis et en Asie. Il délivra lUnion Lecture de l'Union géodésique et géophysique internationale (UGGI) en 1987, la Society Lecture de l'European Geophysical Society (EGS) en 1994 et la Slichter Lecture de l'université de Californie à Los Angeles en 2001. Il a dirigé l'Institut d'astronomie et de géophysique Georges Lemaître de 1978 à 2001, mandat pendant lequel il y initia le développement de la recherche en climatologie. Il y a patronné vingt-deux dissertations doctorales et continue à être sollicité comme membre de nombreux jurys de thèses de doctorat et d'habilitation, en particulier.
Il est l'auteur du Climat de la Terre, un passé pour quel avenir. Il contribua activement, dès les années 1970, à la prise de conscience par la société de l'impact des activités humaines sur le climat.

## Travaux
Les travaux d’André Berger appartiennent à la discipline géoscience et concernent plus particulièrement la théorie astronomique des paléoclimats (1) et la modélisation du climat (25). Ses principales contributions sont :
- L’amélioration déterminante de la précision des variations à long terme de l’obliquité et de la précession climatique intervenant dans le calcul de l’irradiation solaire (8) ;
- Le calcul théorique des périodes caractérisant les variations des paramètres astronomiques (4). En plus des périodes connues de 40 ka pour l’obliquité et 21 ka pour la précession climatique, il a mis en évidence l’existence de périodes de 400 ka, 125 ka, 95 ka et 100 ka dans l’excentricité, de 54 ka dans l’obliquité et de 23 ka et 19 ka dans la précession climatique ;
- L’amélioration de l’âge de la transition paléomagnétique Brunhes-Matuyama (à l’initiative de N. Shackleton, (11)) ;
- La mise en évidence de l’instabilité des périodes astronomiques et d’une période de 1,3 Ma dans la modulation en amplitude de l’obliquité (14) ;
- La démonstration des relations entre les périodes des paramètres astronomiques (13) ;
- Le calcul de l’évolution des périodes des paramètres astronomiques à l’échelle de dizaines et centaines de millions d’années (17) ;
- L’origine de la période de 100 ka en astronomie (16) et en paléoclimatologie (à l’initiative de J. Imbrie, (39)) ;
- Le calcul aisé et précis des variations à long terme des irradiations journalières (8), saisonnières (23) et caloriques (19) ;
- Le développement d’un des premiers EMICS (24) ;
- L’importance des variations à long terme de l’insolation pour simuler les cycles glaciaires-interglaciaires (37,54) ;
- La longueur exceptionnelle possible de notre interglaciaire (33,34) ;
- Le rôle de la période de 400 ka dans la recherche d’analogues du climat présent (56) ;
- Les multiples rétroactions qui jouent un rôle fondamental dans l’explication des cycles glaciaires-interglaciaires, la vapeur d’eau en particulier (41);
- L'origine de la mousson d'est asiatique en Chine (58);
- La diversité climatique des neuf derniers interglaciaires (54).

Pour les références et une liste plus détaillée, voir en ligne.

## Mandats
- Il fut le président de la Commission internationale du climat de l'Union géodésique et géophysique internationale (1987-1993), de la Commission de paléoclimatologie de l'Union internationale d'étude du Quaternaire (1987-1995), de la Société européenne de géophysique (2000-2002). Il fut cocréateur de l'European Geosciences Union (EGU) dont il est président honoraire.
- Il a participé activement au First Scientific Steering Committee on Global Changes of the Past du Programme international Géosphère-Biosphère (1988-1990), comité qui est à l'origine du Core project PAGES de l'IGBP et est l'initiateur du Paleoclimate Modelling Intercomparison Project (PMIP (en)) (créé en 1991).
- Il fut pour la Commission des Communautés européennes, chairman du Coordination Group on Climate Processes and Climate Change of the Climatology and Natural Hazards Researh Programme (1988-1992), du External Advisory group on Global Change, Climate and Biodiversity (2000-2002) et membre des groupes de contact du Programme climat sur Reconstitution of Past Climates, Climate Models and Anthropogenic Impacts on Climate de 1980 à 1983 (groupes à l'origine des programmes cadres de la CCE).
- Il fut, pour le Comité scientifique de l'OTAN, chairman des Special Programme Panels on the Science of Global Environmental Change (1992) and on Air-Sea Interactions (1981) et du Programme Advisory Committee of the International Technical Meeting on Air Pollution Modeling and its Applications (1980-1985).
- Il a siégé comme membre de comités chargés de remettre un avis aux décideurs politiques et autres institutions scientifiques, en particulier à l'Agence européenne pour l'environnement (EEA, 2002-2009), à la Fondation européenne de la science (ESF), Gaz de France (1994-1999) et Électricité de France (1998-2009). Il participe activement aux comités scientifiques de plusieurs universités et autres centres de recherches, dont le Laboratoire des sciences du climat et de l'environnement, le Laboratoire de Météorologie Dynamique, le Département Terre-Atmosphère-Océan de l'École Normale Supérieure, l'Institut Pierre Simon Laplace et le Collège de France à Paris, le Laboratoire de glaciologie et de géophysique de l'environnement et le Pôle européen universitaire et scientifique de Grenoble, le LEGOS à Toulouse, Météo-France, le Hadley Centre for Climate Prediction and Research en Grande-Bretagne et la Beijing Normal University. Il est Voting Member of the BAEF (Belgian American Educational Foundation) (Herbert Hoover Commission for Relief in Belgium) dont il fut Fellow en 1970-1971.
- Il a organisé et présidé de nombreux réunions internationales dont la première École internationale de Climatologie sur Climatic Variations and Variability, Facts and Theories à l'Ettore Majorana Center d'Erice en Sicile, du 9 au 21 mars 1980[2], le symposium Milankovitch and Climate (avec J. Imbrie) au Lamont Doherty Geological Observatory du 30 novembre au 3 décembre 1982[3], la dixième Assemblée générale de la Société européenne de Géophysique à Louvain-la-Neuve du 30 juillet au 4 août 1984, le symposium Contribution of Geophysical Sciences to Climate Change Studies de l'UGGI à Vancouver en août 1987[4], le symposium Climate and Geo-Sciences, a Challenge for Science and Society for the XXIst Century pour le Comité scientifique de l'OTAN, à Louvain-la-Neuve en mai 1988[5], le symposium Climate and Ozone at the Dawn of the third Millenium en l'honneur de Paul Crutzen, Prix Nobel 1995, de Willi Dansgaard et Nicholas Shackleton, Prix Crafoord 1995 et, avec Claude Lorius, Prix Tyler de l'Environnement 1996, les symposia à l'occasion d'anniversaires de Milutin Milankovitch à Belgrade en 2004[6] et en 2009, le premier Colloque à l'étranger du Collège de France au Palais des Académies à Bruxelles les 8-9 mai 2006 (avec J. Reisse et Jean-Pierre Changeux), le Third von Humboldt International Conference sur East Asian Monsoon, Past, Present and Future, à l'Académie des Sciences de Beijing du 24 au 30 août 2007 (avec Z. Ding) [7]. En 2009, un numéro spécial de Climate of the Past a été publié en son honneur[8] dont la préface[9] est consacrée à ses travaux.
- Il est régulièrement sollicité pour évaluer les programmes de recherches notamment en France, en Grande-Bretagne, en Suisse, aux Pays-Bas, en Norvège et en Tchéquie
- En Belgique, il est membre cofondateur(avec Alain Hubert et Hugo Decleir, 1999) et membre du Conseil d'administration de la Fondation polaire internationale ainsi que membre de plusieurs comités scientifiques et de la Fondation Mgr Lemaître (1995), membre du Fonds Léopold III de Belgique pour l'exploration et la conservation de la nature, du Conseil scientifique de GreenFacts, administrateur de la Fondation Hoover Louvain et membres du Comité national de géodésie et de géophysique (IUGG) dont il fut le président de 2000 à 2004, du Comité national du Programme international géosphère-biosphère sur les changements globaux (IGBP), du Comité national d'études du Quaternaire (BELQUA), du Comité national pour les recherches dans l'Antarctique (SCAR) et du Comité national du Scientific Committee on Problems of the Environment (SCOPE)

## Prix et distinctions
- 2010 : Prix Georges Lemaître de l'Université catholique de Louvain
- 2008 : Lauréat d'un Advanced Investigators Grant du Conseil européen de la recherche
- 2007 : Membre étranger de l'Académie des sciences de la Société royale du Canada (MSRC-FRSC)
- 2006 : Membre étranger de l'Académie serbe des sciences et des arts
- 2004 : Lauréat du diplôme de reconnaissance du Conseil culturel mondial
- 2003 : Membre associé de la Royal astronomical society, Londres
- 2003 ; Membre titulaire de l'Académie de l'air et de l'espace de Toulouse
- 2002 : Membre de l'Académie royale des sciences, des lettres et des beaux-arts de Belgique
- 2001 : Prix Latsis européen de la Fondation européenne de la science
- 2000 : Membre associé étranger de l'Académie des sciences française
- 1999 : Fellow de l'AGU
- 1995 : Prix quinquennal Docteur A. De Leeuw-Damry-Bourlart du Fonds national de la recherche scientifique belge
- 1994 : Norbert Gerbier Mumm international Award de l'Organisation météorologique mondiale
- 1994 : Médaille Milutin Milanković (1994) de la Société européenne de géophysique
- 1989 : Membre de l'Academia Europaea
- 1989 : Golden Award de la Société européenne de géophysique
- 1987 : Honorary member de la Société européenne de géophysique
- 1987 : Membre étranger l'Académie royale néerlandaise des arts et des sciences (Koninklijke Nederlandse Akademie van Wetenschappen)
- 1984 : Prix Charles Lagrange de la Classe des Sciences de l'Académie royale des sciences, des lettres et des beaux-arts de Belgique (20e période quadriennale 1980-1984)
- 1980 : Prix de la première biennale 1979-1980 de la Societa Italiana di Fisica

- Il est officier de la Légion d'honneur (2010), grand officier de l'Ordre de la Couronne (2007), et officier de l'Ordre de Léopold (1989)
- Il fait partie de la planche philatélique "This is Belgium 2007" reprenant neuf chercheurs belges et de la Gallery of Geniuses of the Coimbra Group Universities à l'Université d'Iéna. En 2008 il a fait partie des 35 plus grands scientifiques belges sélectionnés par les universités belges et la rédaction de Eos Science.
- Il a reçu la médaille d'argent du pape Paul VI en 1979.
- Il fut élevé au rang de chevalier par Albert II de Belgique en 1996. Sa devise est Lux Scientia et Labore.